# Море Солтона
«Море Солтона» (англ. The Salton Sea) — криминальная драма режиссёра Ди Джея Карузо. Премьера состоялась 12 февраля 2002 года.

## Сюжет
Молодая пара (Том ван Аллен и его жена) путешествуют по побережью. Заехав в один из мотелей узнать дорогу, они становятся жертвами налётчиков. Жену Тома убивают, а его ранят. Во время расследования этого преступления от полиции Тому становятся известны подробности нападения: оказывается, в этом мотеле была лаборатория по производству наркотиков, а нападавшие как-то связаны с наркобизнесом. Также Тому становится известно, что на одежде его убитой жены был обнаружен рыжий волос нападавшего. Обладая незаурядной наблюдательностью, Том вспоминает, что видел подобные волосы у человека на заправке по пути в мотель, и начинает собственное расследование.
В ходе расследования Том выходит на двух полицейских, которые курируют оборот наркотиков на своём участке. Том понимает, что один из этих полицейских и есть убийца его жены.
Теперь Тому необходимо отомстить за смерть своей любимой. Для этого ему приходится внедриться в сообщество наркоманов и опуститься на дно общества. Он становится стукачом Дени Паркером и сдаёт паре полицейских своих сообщников. Разрабатывая план действий, Том подключает к операции и сотрудников ФБР. Однако вместо того, чтобы прибыть на место действия, где ожидают его сотрудники ФБР, он посылает туда своего друга, а сам едет в дом Винни-Пуха, одного из главных наркодилеров, где его поджидает парочка полицейских. В ходе перестрелки Том убивает сначала первого полицейского, а потом, напомнив события годовой давности второму полицейскому (убийце жены), убивает и его.
Однако жизнь Тома не обретает спокойствие, так как его находят парни из банды наркоторговца, которым стало известно, что именно Том был стукачом, который сдал полиции многих дилеров. Один из бандитов стреляет Тому в живот, а от сигареты, выпавшей из руки Тома, загорается его квартира.
Фильм заканчивается тем, что Том понимает, что и Дени Паркер, и Том ван Аллен умерли, а у него начинается новая жизнь.

## В ролях
| Актёр             | Роль                         |
| ----------------- | ---------------------------- |
| Вэл Килмер        | Денни Паркер / Том ван Аллен |
| Винсент Д’Онофрио | Винни-Пух                    |
| Адам Голдберг     | Куджо                        |
| Луис Гусман       | Квинси                       |
| Дуг Хатчисон      | Гус Морган                   |
| Энтони Лапалья    | Эл Гарцетти                  |
| Гленн Пламмер     | Бобби                        |
| Питер Сарсгаард   | Джимми Финн                  |
| Дебора Кара Ангер | Колетт                       |
| Чандра Вест       | Лиз                          |
| Би.Ди. Вонг       | Бубба                        |
| Шалом Харлоу      | Нэнси                        |
| Ширли Найт        | Нэнси Пламмер                |